# Peter Bič Project
Peter Bič Project – słowacki zespół muzyczny, założony w 2000 roku przez gitarzystę Petera Biča.

## Historia
Do zespołu utworzonego przez gitarzystę w 2000 roku dołączył Ivan Bič, zwycięzca programu The Coca Cola Popstar. Peter i Ivan okazali się kuzynami, którzy przez kilkanaście lat nie mieli ze sobą kontaktu. Skład zespołu uzupełniła wokalistka Dáška Kostovčik.
W 2010 roku, nakładem Universal Music Group, grupa wydała swój debiutancki album studyjny zatytułowany Peter Bič, sygnowany imieniem i nazwiskiem założyciela zespołu. Płytę promowały single „Chceme to” i „Dážď”, do których nakręcono teledyski. Z drugim singlem formacja zgłosiła się do słowackich preselekcji do Konkursu Piosenki Eurowizji 2010, gdzie zajęli 7. miejsce w półfinale.
W dniach 19 i 20 lipca 2013 roku z piosenkami „Hey Now” i „Thinking About You” reprezentowali Słowację na Bałtyckim Festiwalu Piosenki w szwedzkim mieście Karlshamn. Ze względu na największą sprzedaż płyt w ubiegłym roku w swoim kraju, 23 sierpnia 2013 roku zespół reprezentował swój kraj na Sopot Top of the Top Festival podczas koncertu Top of the Top, rywalizując o nagrodę Bursztynowego Słowika. Podczas występu grupa wykonała utwór „Hey Now”. Piosenka była notowana na 1. miejscu na listach: TOP100 Oficiálna na Słowacji oraz TOP100 Oficiální w Czechach. Singel zapowiadał drugi album zespołu zatytułowany Say It Loud, który miał swoją premierę 8 października 2012 roku. Kolejnymi singlami promującymi wydawnictwo zostały utwory „Say It Loud” oraz „Thinking About You”. Ostatni singel notowany był między innymi na 50. miejscu zestawienia TOP100 Oficiálna na Słowacji. We wrześniu 2013 roku grupa została nominowana do nagrody MTV Europe Music Awards 2013 w kategorii Najlepszy czeski i słowacki wykonawca.

## Dyskografia
| Rok  | Dane dot. albumu                                                                                            |
| ---- | --- |
| 2010 | Peter Bič - Wydany: 3 maja 2010 - Wytwórnia: Universal Music Group - Format: CD, digital download           |
| 2012 | Say It Loud - Wydany: 8 października 2012 - Wytwórnia: Universal Music Group - Format: CD, digital download |
| 2015 | Just a Story - Wydany: 30 kwietnia 2015 - Wytwórnia: Sond & Bitch Production - Format: CD, digital download |

| Rok  | Tytuł                            | Album        |
| ---- | -------------------------------- | ------------ |
| 2010 | „Chceme to”                      | Peter Bič    |
| 2010 | „Dážď”                           | Peter Bič    |
| 2012 | „Hey Now”                        | Say It Loud  |
| 2012 | „Say It Loud”                    | Say It Loud  |
| 2013 | „Thinking About You”             | Say It Loud  |
| 2014 | „Holiday”                        | Just a Story |
| 2014 | „All Those Places”               | Just a Story |
| 2015 | „Prave Dnes” (feat. Ivan Tasler) | –            |

## Nagrody
- W 2021 roku otrzymał Krištáľové krídlo[17]